# Lago Totensee
O Lago Totensee é um lago localizado na Passagem de Montanha de Grimsel no cantão de Valais, na Suíça.
Este lago usado como um reservatório e drenando para Lago Grimselsee. Em novembro de 2006, a população de truta deste lago morreu, possivelmente devido a algas.
O nome Totensee (também: Lago Toten, literalmente "Lago da morte") advém do facto de  soldados do Duque Berchtold V de Zähringen terem sido conduzidos para dentro do lago pelo povo do Valais.